# Vatnsskógafjall
Vatnsskógafjall är ett berg i republiken Island. Det ligger i regionen Austurland, 400 km öster om huvudstaden Reykjavík. Toppen på Vatnsskógafjall är 840 meter över havet.
Trakten runt Vatnsskógafjall är nära nog obefolkad, med mindre än två invånare per kvadratkilometer. Närmaste större samhälle är Reyðarfjörður, omkring 20 kilometer nordost om Vatnsskógafjall. Trakten runt Vatnsskógafjall består i huvudsak av gräsmarker.